# Шперлинг, Дов
Дов (Борис Замуилович) Шперлинг (17 декабря 1937, Рига, Латвия — 5 марта 2014) — сионистский деятель второй половины XX века. Один из лидеров борьбы за право советских евреев на выезд, а позже сотрудник Еврейского агентства.

## Советский период жизни
Борис Шперлинг родился в 1937 году в Риге в семье военнослужащего вооружённых сил Латвии. После Второй мировой войны семья осталась в Латвийской ССР и Борис поступил на физико-математический факультет Рижского университета. Во время учёбы в университете, в 1956 году, как вспоминал сам Шперлинг, он впервые услышал о существовании Израиля из передач советского радио, которое, освещая события Суэцкого кризиса, рассказывало о том, как египетская авиация уничтожает еврейских «фашистов» на Синайском полуострове. Главной информацией, которую Шперлинг вынес из этих передач, был тот факт, что у евреев есть собственное государство. Между тем вскоре в университете на семинаре на тему «Нация» он услышал от лектора, что у каждого народа есть своя территория, язык и общая экономика, и поэтому евреи — не народ. Шперлинг вступил в преподавателем в спор, доказывая, что евреи являются отдельным народом, и в 1957 году был арестован. Ему были предъявлены обвинения в «проведении сионистской пропаганды в среде еврейской молодежи и студентов в Риге, организации групп по изучению еврейской истории и сионизма и распространении пропагандистских сведений об Израиле», и в начале следующего года он был приговорён к двум годам трудовых лагерей («срок явно детский», по словам самого Шперлинга) по статье 58-10.
В лагере Шперлинг пробыл до ноября 1959 года. Там он познакомился с сионистскими активистами Иосифом Шнайдером и Давидом Хавкиным, выучил иврит и начал читать Бялика. По возвращении в Ригу он стал одним из деятелей сионистского подпольного движения. Среди прочей деятельности он вместе с Борисом Словиным стал первым переводчиком на русский язык «Исхода» Леона Юриса; в этом переводе авторский текст был сильно отредактирован и укорочен, в частности, полностью изъята линия любви сиониста Ари Бен-Канаана к «гойке» Китти, которая, как казалось переводчикам, не годилась для советской еврейской молодёжи. В 1965 году Шперлинг вместе с другими радикальными еврейскими активистами участвовал в установке огромного магендавида из колючей проволоки на месте массовой казни евреев в Румбуле, неподалёку от железнодорожной трассы Москва-Рига. Более умеренные члены движения, опасаясь, что КГБ воспримет это как провокацию, потребовали убрать памятник, что привело к затяжному конфликту внутри сионистского движения в Латвии.
В 1969 году, когда брежневское руководство разрешило выехать в Израиль нескольким десяткам еврейских семей, Шперлинг оказался в их числе.

## Кампания в США за выезд советских евреев
По приезде в Израиль Шперлинг вознамерился продолжить публичную борьбу за выезд советских евреев, однако оказалось, что тогдашнее правительство Израиля к ней не готово, считая более практичными методы «тихой дипломатии». В израильских газетах было даже запрещено упоминать имена репатриантов из СССР. На сторону Шперлинга и других советских сионистов стал правый политический лагерь Израиля, в том числе Ицхак Шамир, Геула Коэн и Меир Кахане. С их помощью в 1969 году в США было организовано пропагандистское турне с участием Шперлинга и Якова Казакова (Кедми) в защиту прав евреев СССР. В ходе турне Кедми предупреждал, что ситуация для евреев в СССР может быстро измениться к худшему, так как существующий там режим легко может возглавить диктатор. Он призывал бороться с СССР силовыми методами, так как эта страна, сама далеко расширившая свои границы с применением силы, сугубо прагматична, не понимает языка просьб и мыслит только категориями целесообразности. Поэтому, по мнению Шперлинга, Советский Союз нужно было поставить в ситуацию, когда ему станет невыгодно сохранять запрет на выезд евреев.
Кульминацией кампании в США стала голодовка Кедми в 1970 году перед зданием ООН в Нью-Йорке с плакатом «Let My People Go» («Отпусти народ мой»). Официальный Иерусалим не только не участвовал в организации этого турне, но и препятствовал его проведению, разослав в консульства Израиля в США указания по срыву выступлений двух молодых репатриантов. По словам Шперлинга, по распоряжению израильского руководства был даже пущен слух о том, что он является агентом КГБ. Однако американская пресса широко освещала этапы турне, вызвав у читателей сочувствие к делу Шперлинга и Кедми. Израильское правительство оказалось в сложном положении перед лицом обвинений в равнодушии к судьбе советских евреев и было вынуждено изменить свою политику: был создан внепартийный Общественный совет за советское еврейство, перед которым была поставлена задача заменить собой деятельность радикалов-репатриантов, а после Ленинградского самолётного дела к борьбе за право на выезд были активно подключены Бюро по связям «Натив» и Американская еврейская конференция за советское еврейство. В защиту права советских евреев на выезд выступила и лично премьер-министр Израиля Голда Меир.

## Дальнейшая судьба
Вернувшись в Израиль, Шперлинг продолжал бороться не только за права советских евреев, но и против элементов социализма в самом Израиле. Красный флаг рядом с израильским в кибуце в День независимости Израиля он считал «святотатством». Однако со временем он нашёл своё место в израильском истеблишменте, став сотрудником Еврейского агентства и позже возглавив его отделение в Вене. Шперлинг некоторое время был также членом Центра движения «Херут» (до отстранения от работы в отделе связей с евреями СССР по требованию Ицхака Шамира), переводил на русский язык книги о казнённых членах организаций «ЭЦЕЛ» и «ЛЕХИ». В 90-е годы, с началом массовой репатриации евреев из СССР, он резко реагировал на жалобы новоприбывших на трудности абсорбции, обвиняя их в отсутствии любви к Израилю.
В 1973 году Дов Шперлинг женился на Элле Клир, родившей ему дочь и двух сыновей. Шперлинг скончался в марте 2014 года на 77-м году жизни.